# Erik Hagens
Erik Hagens (født 1. maj 1909, død 6. juni 1944 i Glostrup) var en dansk læge og modstandsmand i BOPA. Erik Hagens blev skudt under tilbagetrækningen fra sabotageaktionen mod cykelfabrikken Globus i Glostrup. Han var bror til landsretssagføreren Christian Vilhelm Hagens og farbror til maleren Erik Hagens.

## Liv
Erik Hagens var søn af ørelæge Gunner Vilhelm Hansen (1873-1956) og Marie Hagens f. Hansted (1886-1956). Han var sammen med Ole Bernth med til at skrive bogen Medicinsk Kompendium. Han var reservelæge ved Bispebjerg Hospital.
Erik Hagens var den første læge, der blev tilknyttet BOPA, og han var var under denne tilknytning blandt andet med under aktioner for at hjælpe sårede modstandsfolk. Når modstandsfolk skulle have fri til sabotageaktioner, udskrev han lægeerklæringer. Han deltog også i den illegale presse.
Cykelfabrikken Globus i Glostrup på Roskildevej 547 fremstillede under besættelsen flymaskindele til den tyske værnemagt, og sabotageorganisationen BOPA besluttede derfor, at fabrikken skulle saboteres. Den 6. juni 1944 klokken 19 blev angrebet mod fabrikken indledt. Omkring 100 modstandsfolk deltog i denne sabotageaktion, og under flugten blev BOPA nødsaget til at kapre en bus, som Erik Hagens kørte, da han blev skudt på vej væk fra fabrikken.
Ved Bispebjerg Hospital hænger en mindetavle for Erik Hagens og Julius Grundfør.